# トルーカ
トルーカ（Toluca、「トルカ」とも）は、メキシコの基礎自治体の一つ。その中心地、トルカ・デ・レルド（Toluca de Lerdo）はメヒコ州（メキシコ州）の州都である。

## 概要
人口は約91万人（2020年）。メキシコシティの63km西に位置しているが、統計ではメキシコシティ都市圏に含まれず独自の都市圏を形成する。メキシコ第5の規模の都市である。
同地をホームとするサッカーチームとしてデポルティーボ・トルーカFCがある。

## 歴史
スペイン人の到来以前、トルーカ盆地ではナワトル語の他にオト・マンゲ語族のオトミ語、マサワ語、マトラツィンカ語などが話されていた:10-11。1470年代にトルーカ盆地はアステカ帝国のアシャヤカトルによって征服された:53-54。1521年にスペイン人によって征服された後、この地は「トルーカ・デ・サン・ホセ」と呼ばれるようになり、サンタ・クルス・デ・オトミス教会が建設された。1799年9月12日にカルロス4世の勅令によって都市に昇格した。1793年にはメキシコシティとトルーカを結ぶ街道の建設が始まった。
メキシコ独立革命において、ミゲル・イダルゴはメキシコシティに進軍する途上、トルーカで先住民を兵として雇用した。独立後、1830年にトルーカはメヒコ州の州都になった。レフォルマ戦争の重要人物であり、アユトラ綱領および1857年メキシコ憲法のレルド法（教会の土地の差し押さえ）に名を残すミゲル・レルド・デ・テハダ (Miguel Lerdo de Tejada) にちなみ、都市の名を1861年に「トルーカ・デ・レルド」と改めた。ポルフィリオ・ディアス大統領の時代に町の建設が進んだ。
- 2007年3月17日 - FIFA女子ワールドカップ中国2007予選 プレーオフの第2戦が市内のエスタディオ・ネメシオ・ディエスで開催。

## 交通
トルーカ国際空港は長年メキシコシティ国際空港の代替空港として機能していたが、2011年にボラリスが撤退して以降、利用は低迷している。
トルーカ＝メキシコシティ都市間高速鉄道が建設中であり、当初は2017年に開業してメキシコシティとトルーカを38分で結ぶものとされていた。建設は遅れて2023年9月にトルーカ部分だけが開業し、「エル・インスルヘンテ」 (El Insurgente) と命名された。全面開業は2024年5月を予定している。

## 文化
トルーカの郷土料理としては緑のチョリソが有名である。チョリソはトルーカの代名詞として使われることがある。

チョリソ

## 観光
市の40km南に聳えるトルカ山は地域の象徴であり、ハイキングやキャンプなどのアウトドア活動の場所である。標高は4680mである。

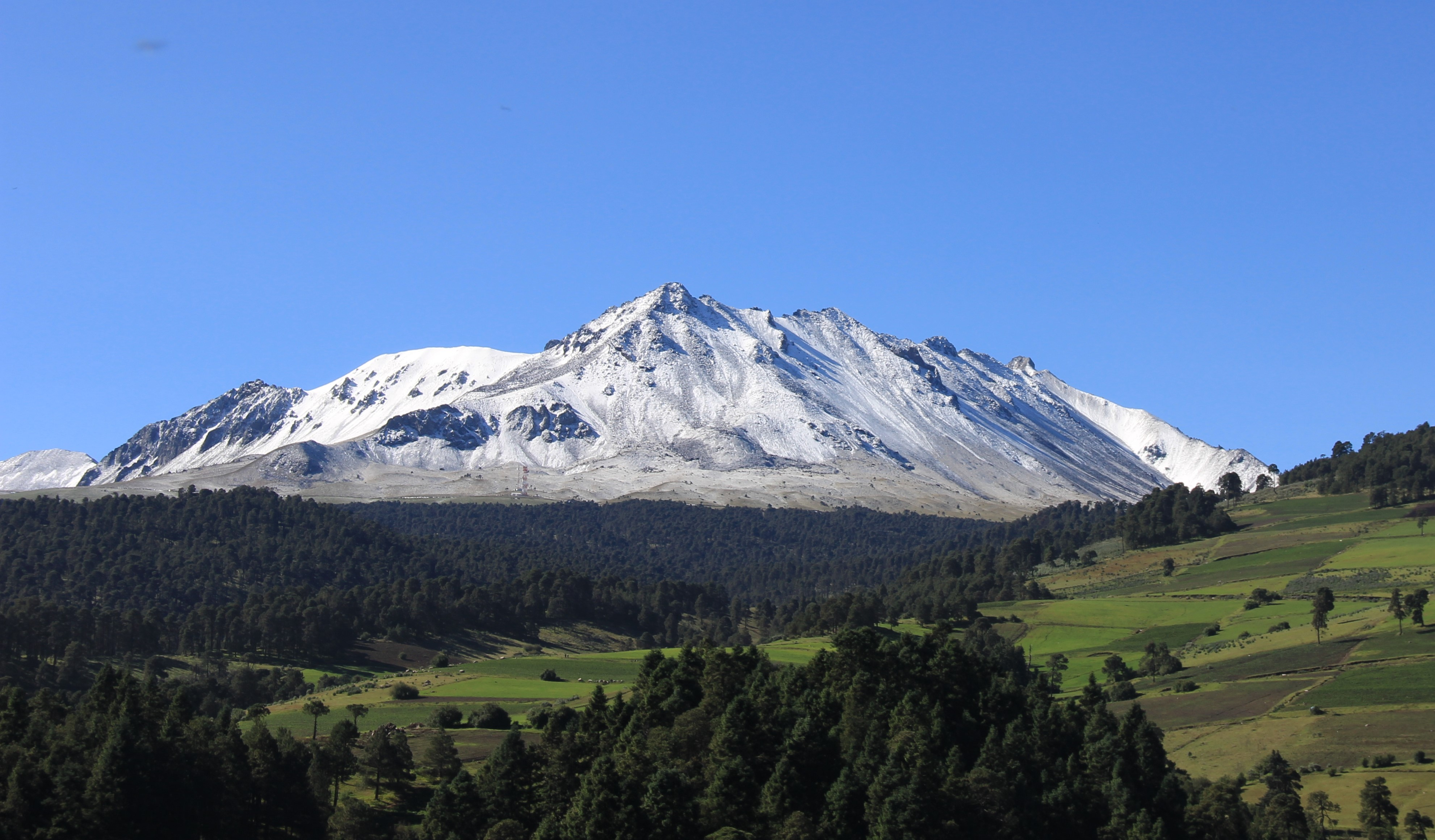
トルカ山

## 気候
メキシコシティよりも400mほど標高が高いため気温が低い。夏でも夜間は10度以下になる。
| トルーカ (1951–2010)の気候                                   | トルーカ (1951–2010)の気候 | トルーカ (1951–2010)の気候 | トルーカ (1951–2010)の気候 | トルーカ (1951–2010)の気候 | トルーカ (1951–2010)の気候 | トルーカ (1951–2010)の気候 | トルーカ (1951–2010)の気候 | トルーカ (1951–2010)の気候 | トルーカ (1951–2010)の気候 | トルーカ (1951–2010)の気候 | トルーカ (1951–2010)の気候 | トルーカ (1951–2010)の気候 | トルーカ (1951–2010)の気候 |
| 月                                                           | 1月                        | 2月                        | 3月                        | 4月                        | 5月                        | 6月                        | 7月                        | 8月                        | 9月                        | 10月                       | 11月                       | 12月                       | 年                         |
| ------------------------------------------------------------ | -------------------------- | -------------------------- | -------------------------- | -------------------------- | -------------------------- | -------------------------- | -------------------------- | -------------------------- | -------------------------- | -------------------------- | -------------------------- | -------------------------- | -------------------------- |
| 最高気温記録 °C （°F）                                       | 27.0 (80.6)                | 30.0 (86)                  | 32.5 (90.5)                | 31.0 (87.8)                | 33.5 (92.3)                | 31.0 (87.8)                | 27.0 (80.6)                | 26.0 (78.8)                | 27.5 (81.5)                | 28.5 (83.3)                | 26.0 (78.8)                | 31.0 (87.8)                | 33.5 (92.3)                |
| 平均最高気温 °C （°F）                                       | 19.1 (66.4)                | 20.4 (68.7)                | 22.7 (72.9)                | 23.8 (74.8)                | 24.0 (75.2)                | 22.2 (72)                  | 20.8 (69.4)                | 20.9 (69.6)                | 20.7 (69.3)                | 20.9 (69.6)                | 20.2 (68.4)                | 19.0 (66.2)                | 21.2 (70.2)                |
| 日平均気温 °C （°F）                                         | 10.2 (50.4)                | 11.4 (52.5)                | 13.5 (56.3)                | 15.2 (59.4)                | 16.0 (60.8)                | 15.7 (60.3)                | 14.7 (58.5)                | 14.6 (58.3)                | 14.6 (58.3)                | 13.6 (56.5)                | 11.8 (53.2)                | 10.7 (51.3)                | 13.5 (56.3)                |
| 平均最低気温 °C （°F）                                       | 1.2 (34.2)                 | 2.5 (36.5)                 | 4.3 (39.7)                 | 6.5 (43.7)                 | 8.0 (46.4)                 | 9.2 (48.6)                 | 8.7 (47.7)                 | 8.4 (47.1)                 | 8.6 (47.5)                 | 6.4 (43.5)                 | 3.5 (38.3)                 | 2.4 (36.3)                 | 5.8 (42.4)                 |
| 最低気温記録 °C （°F）                                       | −8.3 (17.1)                | −6.6 (20.1)                | −6.6 (20.1)                | 0.5 (32.9)                 | 2.4 (36.3)                 | 3.8 (38.8)                 | 0.8 (33.4)                 | 2.6 (36.7)                 | −0.4 (31.3)                | −2.8 (27)                  | −7.0 (19.4)                | −5.0 (23)                  | −8.3 (17.1)                |
| 降水量 mm （inch）                                           | 14.0 (0.551)               | 8.7 (0.343)                | 12.1 (0.476)               | 31.7 (1.248)               | 63.4 (2.496)               | 139.3 (5.484)              | 153.9 (6.059)              | 140.4 (5.528)              | 113.3 (4.461)              | 53.3 (2.098)               | 10.5 (0.413)               | 6.9 (0.272)                | 747.5 (29.429)             |
| 平均降雨日数                                                 | 2.5                        | 2.9                        | 3.6                        | 7.5                        | 13.5                       | 18.7                       | 23.3                       | 23.0                       | 18.1                       | 10.2                       | 3.9                        | 2.3                        | 129.5                      |
| % 湿度                                                       | 60                         | 56                         | 53                         | 55                         | 63                         | 73                         | 76                         | 75                         | 76                         | 71                         | 66                         | 65                         | 66                         |
| 平均月間日照時間                                             | 199.1                      | 205.5                      | 211.7                      | 181.7                      | 185.6                      | 152.0                      | 152.6                      | 158.1                      | 134.1                      | 170.2                      | 190.2                      | 185.5                      | 2,126.3                    |
| 出典1：Servicio Meteorológico Nacional                       |                            |                            |                            |                            |                            |                            |                            |                            |                            |                            |                            |                            |                            |
| 出典2：Colegio de Postgraduados (sun and humidity 1951–1980) |                            |                            |                            |                            |                            |                            |                            |                            |                            |                            |                            |                            |                            |

## 姉妹都市
- 日本 埼玉県 さいたま市（1979年）
- アメリカ合衆国 テキサス州 フォートワース（1998年）
- 韓国 京畿道 水原市（1999年）